# Agentur für Beschäftigung und Integration
Agentur für Beschäftigung und Integration e. V. (ABI) là một hiệp hội muốn thúc đẩy sự hội nhập của những người nước ngoài có trụ sở tại Bremerhaven. Hiệp hội đã trở thành tâm điểm của các cuộc điều tra về cáo buộc gian lận xã hội quy mô lớn liên quan đến giám đốc điều hành Selim Öztürk kể từ năm 2015.

## Tổng quan
Hiệp hội cung cấp nhiều hỗ trợ khác nhau cho những người di cư đến Đức. Điều này cũng bao gồm tư vấn xã hội có trả tiền.

## Gian lận xã hội có hệ thống
Ban quản lý của hiệp hội bị cáo buộc có hành vi gian lận xã hội một cách có hệ thống.
Theo văn phòng công tố Bremen ở Bulgaria, chủ tịch Selim Öztürk được cho là đã tuyển dụng những người thuộc một nhóm thiểu số nói tiếng Thổ Nhĩ Kỳ để chuyển đến Bremerhaven. Với tư cách là giám đốc điều hành của ABI và hiệp hội "Gesellschaft für Familie und Gender Mainstreaming", Öztürk được cho là đã cung cấp cho những người nhập cư từ Liên minh châu Âu (EU) các hợp đồng lao động không có thật và do đó giúp họ thực hiện các hành vi gian lận xã hội.
Như một mức lương thấp được cho là đã được thiết lập trong hợp đồng lao động mà người nhập cư được hưởng bổ sung lợi ích từ các trung tâm việc là, Selim Öztürk được cho là đã thu một phần số tiền này từ những người nhập cư như một "hoa hồng". Theo Radio Bremen, đáng lẽ phải là 100 đến 250 euro mỗi tháng cho mỗi trường hợp. Các cuộc điều tra liên quan đến con trai của Patrick Öztürk về vấn đề này hiện đã bị ngừng.

## Điều tra
Đến tháng 8 năm 2016, hơn 200 nhân chứng đã được xét xử trong vụ án và hơn 500 cuộc điều tra sơ bộ đã được bắt đầu.